# Динамо-Дагестан (Махачкала)
Динамо Махачкала е руски футболен отбор от Дагестан. Играе в ЛФЛ под името Динамо-Дагестан.

## История
Динамо е основан през 1946. Играе във Втора лига на СССР. От 1993 играе в Руска втора дивизия, но изпада в трета лига. През 2003 печели втора дивизия, зона юг и играе в първа. В сезон 2004 за отбора се състезава българският футболист Траян Дянков, но той изиграва едва 2 срещи.
През 2005 Динамо завършва на 5 място в лигата, което е и най-големият успех на отбора в цялата му история. През 2007 Динамо е лишен от лиценз и изпада в ЛФЛ, а след края на сезона е разформирован. От 2011 играе в ЛФЛ под името „Динамо-Дагестан“.

## Известни играчи
- Руслан Агаларов
- Александър Маслов
- Денис Романенко
- Патрис Тонга
- Дарко Спалевич

## Български футболисти
- Траян Дянков: 2004 (2 мача - 0 гола)